# 戴文·薩瓦
戴文·薩瓦（英語：Devon Edward Sawa，1978年9月7日—）是一位加拿大男演員。他在還是青少年時就開始出演電影。2000年，在电影系列絕命终结站系列的第一部电影《絕命终结站》中饰演亚历克斯·布朗宁。在2010年至2013年，他曾經在電視劇《尼基塔》中出演欧文·艾略特。

## 外部連結
- 戴文·薩瓦的X（前Twitter）
- 戴文·薩瓦在互联网电影资料库（IMDb）上的資料（英文）